# Gremlins (série télévisée d'animation)
Gremlins 2 : La Nouvelle Génération
Gremlins est une série télévisée d'animation américaine créée par Tze Chun et diffusée depuis le 23 mai 2023 sur HBO Max. Il s'agit d'une préquelle aux films Gremlins (1984) et Gremlins 2 : La Nouvelle Génération (1990), tous deux réalisés par Joe Dante. La série revient sur les origines du personnage du vieil homme chinois M. Wing (incarné par Keye Luke dans le film de 1984), ici âgé de 10 ans, et de sa rencontre avec le mogwai Gizmo.
Au Québec, elle est diffusée depuis l'automne 2023 à Télétoon. En France, elle est disponible dès le 11 juin 2024 dans le catalogue de Max, à l'arrivée de la plateforme. Elle reste inédite dans les autres pays francophones.

## Synopsis
Sam Wing est un garçon plutôt naïf âgé de 10 ans vivant à Shanghai dans les années 1920. Il va faire la rencontre d'un Mogwai nommé Gizmo. Il fait également la connaissance d'Elle, une jeune voleuse vivant dans les rues. Les trois amis vont ensuite entreprendre un voyage périlleux à travers la campagne chinoise pour rendre Gizmo à sa famille. Ils vont croiser et parfois affronter divers monstres colorés et des esprits du folklore chinois. Ils sont par ailleurs poursuivis par un riche industriel avide de pouvoir et son armée sans cesse grandissante de méchants Gremlins.

## Distribution

### Voix originales
- Izaac Wang : Sam Wing
- Ming-Na : Fong Wing
- B. D. Wong : Hon Wing
- James Hong : Grand-père Wing
- Matthew Rhys : Riley Greene
- A. J. Locascio : Gizmo
- Gabrielle Nevaeh Green : Elle
- Sandra Oh
- Zach Galligan

### Voix françaises
- Sacha Tomassian : Sam Wing
- Lionel Tua : Riley Greene
- Mathilda El hammoudani : Elle

## Production
En février 2019, WarnerMedia valide le projet d'une série d'animation sur l'univers de Gremlins,, pour son service de streaming HBO Max. Tze Chun est confirmé comme scénariste et producteur délégué. Sam Register participe également à la production. En juillet 2019, dix épisodes de la série, dont le titre est Gremlins: Secrets of the Mogwai, sont commandés,. En février 2020, Joe Dante, réalisateur des films Gremlins (1984) et Gremlins 2 : La Nouvelle Génération (1990), révèle qu'il participe au projet comme consultant. En juillet 2020, il est précisé que Howie Mandel ne reviendra pas pour prêter à nouveau sa voix à Gizmo. En février 2021, avant-même la diffusion de la série, HBO Max renouvelle la série pour une seconde saison.
En février 2021, Izaac Wang, Ming-Na Wen, B. D. Wong, James Hong, Matthew Rhys et Gabrielle Green sont annoncés pour prêter sa voix aux personnages principaux alors que A. J. Locascio doublera Gizmo.
En septembre 2021, il est annoncé que la série sera également diffusée sur Cartoon Network dans leur programme ACME Night.
En mars 2022, il est annoncé que le premier épisode sera présenté en avant-première mondiale au Festival international du film d’Annecy 2022 en présence de Joe Dante.

## Épisodes

### Première saison:Secrets of the Mogwai(2023)
1. Ne jamais les mouiller (Never Get Them Wet)
2. Ne pas les nourrir après minuit (Never Feed Them After Midnight)
3. Toujours acheter un billet (Always Buy a Ticket)
4. Ne pas boire le thé (Don't Drink the Tea)
5. Toujours poignarder ou courir (Always Stab or Run)
6. Toujours offrir un verre à une déesse (Always Buy a God a Drink First)
7. Ne pas faire de câlin aux renardes (Never Squeeze a Fox)
8. Ne jamais prendre un mogwai dans ses bras (Never Hug a Mogwai)
9. Ne jamais abandonner (Never Give Up)
10. Ne jamais les exposer à la lumière (Never Ever Expose Them to Bright Light)

### Deuxième saison:The Wild Batch(2024)
1. Titre français inconnu (Always be Ready for Adventure)
2. Titre français inconnu (Never Take a Tour)
3. Titre français inconnu (Never Use Double Negatives)
4. Titre français inconnu (Always Bring a Toothpick)
5. Titre français inconnu (There's Always a Fortune in the Cookie Factory)